# Zhenqi Barthel
Zhenqi Barthel, geboren als Sun Zhenqi (Chinees: 孙祯琦, Shenyang, China, 9 februari 1987), is een Duits professioneel tafeltennisster. Zij speelt rechtshandig met de shakehandgreep.
Sun Zhenqi kwam in 2002 naar Essen, Duitsland en ging spelen voor TuS Holsterhausen aldaar. Drie jaar later werd ze geadopteerd door het echtpaar Barthel, wijzigde haar achternaam en werd Duits staatsburger.
Ze is getrouwd met de Portugese tafeltennisser Tiago Apolónia sinds juli 2016.
Zij nam namens haar land deel aan de Olympische Zomerspelen 2008 maar won geen medailles.

## Belangrijkste resultaten
- Zilver in het dubbelspel op de Europese kampioenschappen 2013 met Shan Xiaona.
- Brons in het dubbelspel op de Europese kampioenschappen 2009 met Kristin Silbereisen.